# Émile Lucas
 (juillet 2018).
Si vous disposez d'ouvrages ou d'articles de référence ou si vous connaissez des sites web de qualité traitant du thème abordé ici, merci de compléter l'article en donnant les références utiles à sa vérifiabilité et en les liant à la section « Notes et références ».
Pour les articles homonymes, voir Lucas.
Émile Lucas, né le 2 avril 1888 dans le 13e arrondissement de Paris et mort le 13 décembre 1935, dans le même arrondissement, est un athlète français du Racing club de France.

## Biographie
Émile Lucas est un athlète français, champion de France du 4 000 mètres steeple en 1914, et du 5 000 mètres en 1918,, il fut conseiller technique aux Jeux olympiques d'été de 1924 à Paris. 
Émile Lucas débuta à Montrouge où il fit quelques bonnes courses, se classa dans nombre d'épreuves et gagna le Championnat de Paris des équipes secondes. Il passa au Racing Club de France, lors du départ de la Société Athlétique de Montrouge de l'USFSA.

## Jeux olympiques Paris 1924

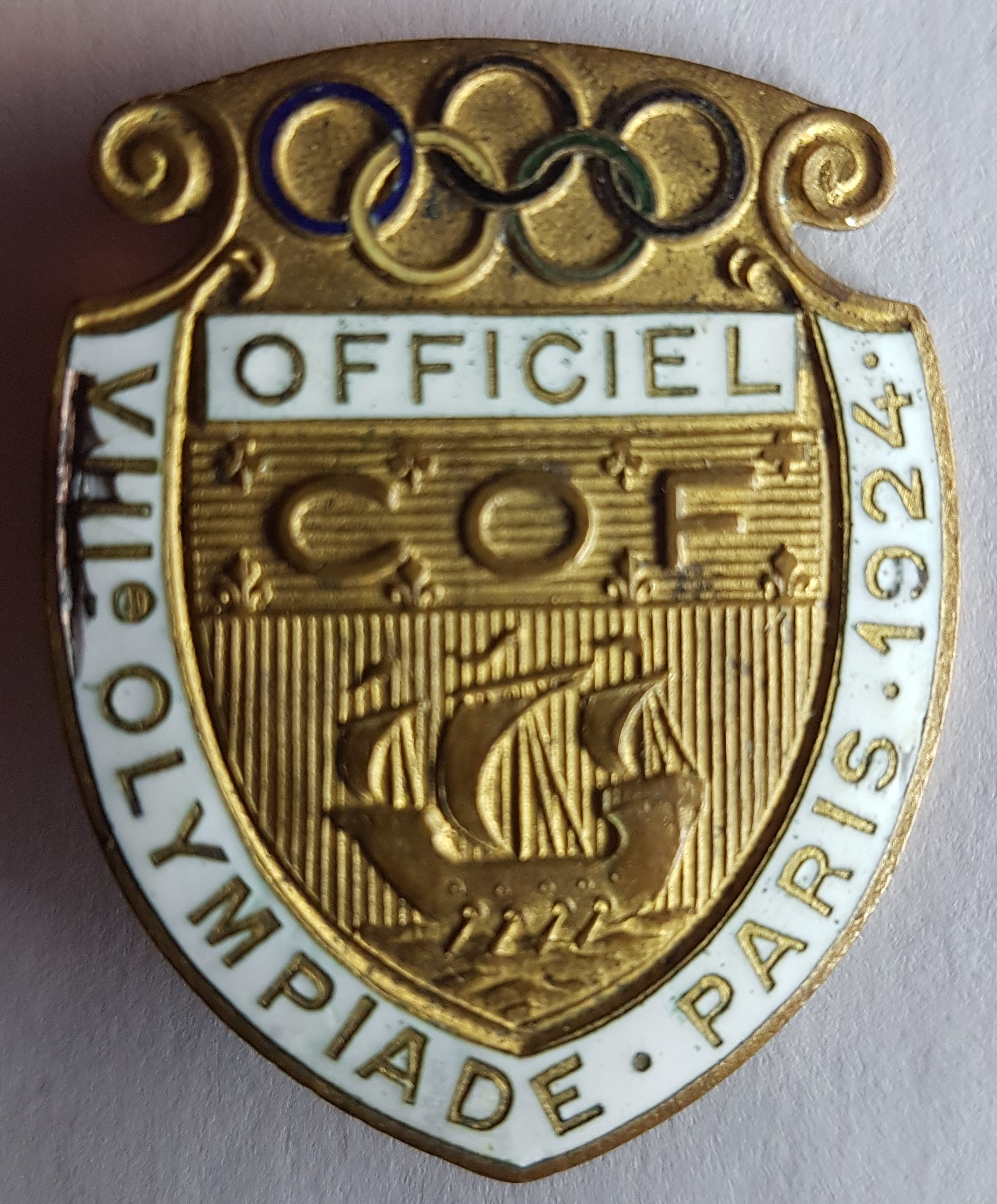
Insigne no 3199 d' Émile Lucas

Émile Lucas a participé à l'organisation des Jeux olympiques d'été de 1924, Jeux de la VIIIe olympiade de l'ère moderne, disputés à Paris. La préparation du stade de Colombes et notamment de sa piste, contribua à l'établissement de nombreux records au cours des épreuves d'athlétisme, treize records olympiques dont six records du monde .

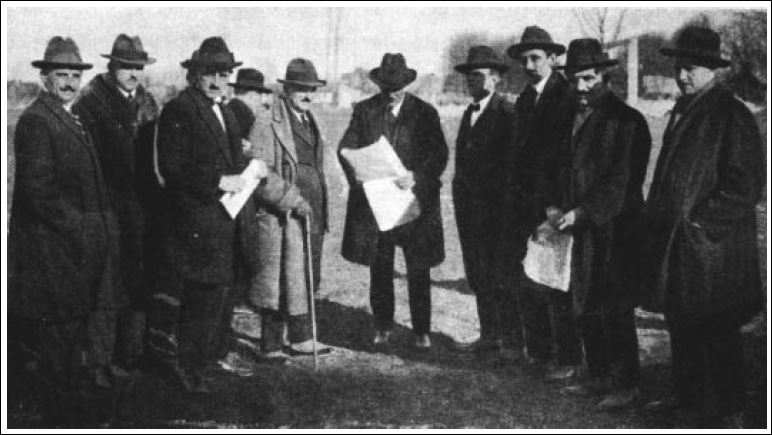
Séance de travail au stade de Colombes pour les membres de la Commission Technique d'athlétisme et du Commissariat Sportif du Comité Olympique Français.
De gauche à droite: Capitaine Beaupuis, Dr Casalis, J. Roussel, J. Genet, A. Ave, Frantz-Reichel, P. Méricamp, A. Joureau et Émile Lucas

## Palmarès

### Championnats nationaux
- Médaille d'or du 2 000 mètres steeple des championnats de France militaires d'athlétisme 1911[10].
- Médaille d'or du 4 000 mètres steeple des championnats de France d'athlétisme 1914[5],[6].
- Médaille d'or du 5 000 mètres en championnats de France d'athlétisme 1918[6],[7].